# Fluorure d'erbium(III)
Le fluorure d'erbium(III) est le fluorure de  l'erbium, un métal de terre rare, de formule chimique ErF3. Il peut être utilisé pour fabriquer des matériaux transparents dans l'infrarouge et des matériaux luminescents à conversion ascendante.

## Préparation
Le fluorure d'erbium(III) peut être produit en faisant réagir le nitrate d'erbium(III) avec le fluorure d'ammonium :
Er(NO3)3 + 3 NH4F → 3 NH4NO3 + ErF3